# PORG Volders
Das Private Oberstufenrealgymnasium St. Karl Volders kurz PORG Volders ist ein Oberstufenrealgymnasium in der Gemeinde Volders im Bezirk Innsbruck-Land in Tirol. Die Schule wird von der Vereinigung von Ordensschulen Österreichs geführt. Das Schulgebäude ist das ehemalige Servitenkloster Volders und steht unter Denkmalschutz (Listeneintrag).

## Geschichte
Im September 1886 eröffnete der Katholische Verein der Kinderfreunde in freien Räumen des 1692–1698 erbauten Servitenkloster St. Karl Volders mit dem Josefinum eine Anstalt für arme, verlassene Knaben, an die eine private Volksschule für bis zu 120 Kinder angeschlossen war. Die Schule erhielt 1888 das Öffentlichkeitsrecht. 1889 begann der Servitenorden mit dem Aufbau eines Noviziats im Kloster Volders, um dort eine Erziehungsstätte für den eigenen Priesternachwuchs zu schaffen. Infolge wurde durch den Verein der benachbarte Ansitz Hauzenheim gekauft und das Josefinum im Herbst 1890 dorthin verlegt. In den Räumen des Josefinums wurde fortan von den Patres der Serviten eine eigene Schule für junger Männer betrieben. Aus dieser ging 1907 die Privatlehranstalt für Gymnasialfächer mit Juvenat (Internat) hervor.
Im Zusammenhang mit dem Anschluss Österreichs an das nationalsozialistische Deutsche Reich und der Gleichschaltung von Erziehungsanstalten wurde der Schulbetrieb 1938 eingestellt. Im November 1955 eröffneten die Serviten die Schule wieder mit einer humanistischen Unterstufe, die 1961 durch den Landesschulrat für Tirol das Öffentlichkeitsrecht erhielt. In den Folgejahren wurde der Schulbetrieb auf Oberstufenklassen umgestellt und ab 1968 als Musisch-pädagogisches Realgymnasium geführt. Im Jahr 1974 erhielt die Schule das Öffentlichkeitsrecht auf Dauer und ihr Name wurde in Privates Oberstufenrealgymnasium der Patres Serviten St. Karl geändert. Zum Schuljahr 1983/84 sind erstmals Mädchen aufgenommen worden.
Mit Beginn des Schuljahrs 1991/92 startete am PORG Volders ein Ökologiezweig als Schulversuch. Etwa zeitgleich wurde das Josefinum zum Betrieb eines Internates angemietet. Im Herbst 1995 übernahm die Vereinigung von Ordensschulen Österreichs von den Serviten die Führung der Schule.
Im Herbst 1999 wurde gemeinsam mit der Lebenshilfe Österreich ein Küchenprojekt gestartet. Aufgrund sinkender Schülerzahlen wurden ab 2002 von der Internatsleitung ein leerstehendes Stockwerk im Josefinum für die Unterbringung von Asylbewerbern zur Verfügung gestellt. Dies führte zu erheblichen Kontroversen in der Öffentlichkeit. Nachdem das denkmalgeschützte Schulgebäude in vier Bauabschnitten zwischen 1999 und Sommer 2004 komplett saniert und mit einem modernen Anbau erweitert worden war, wurde das Internat geschlossen.

## Schulbetrieb
Am Privaten Oberstufenrealgymnasium St. Karl Volders werden 320 Schüler von 48 Lehrkräften unterrichtet. Die Schule verfügt über einen Ökologiezweig sowie einen musischen Zweig. Um den Übergang aus Hauptschulen oder aus einem alternativen Schultyp in die 5. Klassen des Oberstufengymnasiums zu erleichtern, steht eine Übergangsstufe zur Verfügung, in der die wichtigsten Inhalte aus der Unterstufe des Gymnasiums wiederholt bzw. weitergeführt werden.

## Auszeichnungen
- Seit dem  28. Mai 2004 ÖKOLOG-Schule[4]
- Seit 2005 darf das PORG Volders als eines von nur fünf Gymnasien in Österreich das Österreichische Umweltzeichen führen.[5]

## Gebäude
Das Hauptgebäude der Schule bildet der schlichte, zwei- bis dreigeschoßige Bau des ehemaligen Klosters aus dem 17. Jahrhundert. Er ist um einen rechteckigen Innenhof angelegt und mit einem Walmdach gedeckt. Die Fassaden sind sparsam durch Gesimse, bossierten Ecken und Fensterfaschen gegliedert. Der Rest der Fassade ist verputzt und abweichend vom ursprünglichen rotbraun heute weiß gestrichen. Im Inneren haben sich mehrere Räume mit Stuck aus der Erbauungszeit erhalten und das Gebäude steht unter Denkmalschutz. Über einen schmalen Verbindungsbau angeschlossen besteht westlich ein zweigeschoßiger Hallenanbau mit Walmdach. Zudem besteht ein geschlossener Zugang auf einem Torbogen zur nicht zur Schule gehörenden Karlskirche.
Dem Hauptgebäude vorgelagert befindet sich ein 2004 erbauter zweigeschoßiger Anbau mit Flachdach des Innsbrucker Architekten Benedikt Gratl. Der schmale Anbau beinhaltet unter anderem den Eingangsbereich und ist konisch zulaufend einseitig in den Hang gebaut. Die Nettonutzfläche der Schule beträgt rund 4000 m².